# Giovanni di Giscala
Giovanni di Giscala (ebraico: יוחנן מגוש חלב, Yohanan mi-Gush Halav; Giscala, ... – Roma, dopo il 71) è stato un condottiero ebreo antico, capo militare vicino al movimento zelota durante la prima guerra giudaica.

## Biografia
Il suo nome era Giovanni ben Levi (Yoḥanan ben-Levi), ma è chiamato Giovanni di Giscala da Giuseppe Flavio nella Guerra giudaica.
Allo scoppio della rivolta ebraica contro i Romani, nel 66, Giovanni era uno dei capi. Giovanni e Giuseppe (il futuro Giuseppe Flavio) non erano in buoni rapporti: Giuseppe era stato infatti inviato in Galilea da Gerusalemme e i galilei, non certo contenti di essere governati da uno che non era dei loro, presero a malvolere Giuseppe anche per la sua opposizione alla rivolta. Nella sua futura opera storico-letteraria, Giuseppe ricambia l'astio descrivendo Giovanni come un bugiardo ed un ladro.
Nel 67 l'imperatore romano Nerone, contrariato dalle difficoltà incontrate nella repressione della rivolta (i ribelli comandati da Eleazaro ben Simone erano riusciti ad annientare una intera legione romana, la Legio XII Fulminata), inviò un generale caduto precedentemente in disgrazia, Tito Flavio Vespasiano (il futuro imperatore Vespasiano), a sedare la rivolta con un rilevante corpo di spedizione di tre legioni. Vespasiano sbarcò in Giudea, accompagnato dal figlio, Tito (il futuro imperatore) ed insieme condussero le operazioni militari in Galilea.
Tito mise prima sotto assedio Iotapata, fortezza comandata da Giuseppe, che dopo una breve resistenza si arrese. Successivamente passò ad assediare Giscala, la città di Giovanni, il quale con un trucco (rimandò la contrattazione della resa sulla base del fatto che fosse sabato) riuscì a fuggire nottetempo, raggiungendo Gerusalemme.
Nella città santa ebraica, sempre più stretta nella morsa romana mano a mano che le altre fortezze cadevano, si crearono diverse fazioni; alcuni, guidati dal sommo sacerdote Anania erano favorevoli a contrattare la pace con i Romani; la posizione predominante fu però quella intransigente portata avanti dagli Zeloti e dagli Idumenei (una popolazione araba recentemente convertitasi all'ebraismo).
Giovanni sembra aspirasse al dominio assoluto tra gli Zeloti, insofferente com'era di avere dignità uguale a quella dei suoi pari. Egli contravveniva sempre agli ordini emanati dagli altri, mentre diventava inflessibile e chiedeva il rispetto assoluto di quelli emanati da lui. Più tardi, anche all'interno della fazione degli intransigenti si crearono divisioni, e Giovanni e gli Zeloti si trovarono contro Simone bar Giora e gli Idumenei. Giovanni teneva il tempio, mentre Simone la città bassa; i combattimenti tra le fazioni continuarono persino durante il lungo e sofferto assedio; ad un certo punto Giovanni combatté anche contro Eleazaro ben Simone.
Nel 70, infine, Gerusalemme cadde. Tra i prigionieri dei Romani vi fu Giovanni, portato a Roma, dove partecipò al trionfo di Tito e finì i suoi giorni in prigione. Mentre altri ribelli furono giustiziati (Simone bar Giora fu strangolato nel carcere Mamertino) nel 71, Vespasiano risparmiò la vita di Giovanni che venne condannato al carcere a vita.

## Giovanni di Giscala nell'arte
Giovanni di Giscala è il protagonista della tragedia Giovanni di Giscala tiranno del tempio di Gerusalemme di Alfonso Varano (1754), a cui è ispirata l'opera italiana Giovanni di Giscala (1855) di Giovanni Gaetano Rossi (musica) e Alfonso Cavagnari (libretto).